# Helymaeus pedestris
Helymaeus pedestris là một loài bọ cánh cứng trong họ Cerambycidae.